# بزمجه بیتاوا
 بزمجه بیتاوا(نام علمی: Varanus bitatawa) نام یک گونه از سرده بزمجه است.